# 島袋寛子
島袋 寛子（しまぶくろ ひろこ、1984年4月7日 - ）は、日本の女性歌手、女優。ライジングプロダクション所属。所属レコードレーベルはSONIC GROOVE。1998年から2008年まで、hiro名義で活動。
沖縄県宜野湾市出身。血液型はA型。1996年に、女性ボーカル&ダンスグループ・SPEEDのメンバーとしてデビュー。2000年のSPEED解散後は女優としても活動。2004年8月からはジャズプロジェクトCoco d'Orを開始。
ソロコンサートやイベント・ライブを定期的に続けている。

## 来歴
1996年8月5日、女性アイドルグループSPEEDのメンバーとしてデビュー。今井絵理子と共にメインボーカルを担当。SPEEDの中では最年少であり、結成当時11歳（小学5年生）であった（CDデビュー時は12歳）。1998年10月発売のSPEEDのシングル「ALL MY TRUE LOVE」の収録曲「見つめていたい」でhiro名義での初のソロ楽曲を発表。
1999年8月、シングル「AS TIME GOES BY」でソロデビュー。同楽曲が主題歌となった月曜ドラマ・イン『天国のKiss』（テレビ朝日系列）の第1話に特別出演し、初ドラマ出演。2000年3月31日、SPEEDが解散。2001年、2003年に期間限定でSPEEDが再結成。
2004年、ジャズプロジェクトCoco d'Or（ココドール）を始動。主にジャズのスタンダード・ナンバーを歌う。名前の由来は島袋の幼少の頃のニックネーム「ココ」とバラを意味する「Soleil d'Or」（フランス語。直訳すると「黄金の太陽」）を合わせたもの。2007年11月 - 12月、『モーツァルト!』でミュージカル初出演。
2008年8月、SPEEDが完全復活を発表し、同年10月8日にブログでアーティスト名をhiroから本名の島袋寛子に変更したことを発表。2009年、ドラマ『こちら葛飾区亀有公園前派出所』（2009年、TBS）に10年ぶりのドラマゲスト出演。
2013年7月17日、hiro名義で2006年にリリースしたシングルから約7年ぶりに「島袋寛子」でソロシングル「童神」をリリース。
2015年、今井絵理子とユニットERIHIROを結成し8月26日、ユニットのシングル「Stars」を発売。
2021年8月5日に「Something Great」配信リリースした際にhiro名義が復活した。その後は作品と名義が連動する可能性を示している。
2025年、TBS系テレビドラマ『対岸の家事〜これが、私の生きる道!〜』にレギュラーキャストとして出演。連続テレビドラマへのレギュラー出演はこれが初となる。

### 私生活
2016年9月12日に俳優の早乙女友貴との婚約を発表し、翌2017年2月11日の交際1周年記念日に結婚したが、2023年1月31日に離婚を発表した。

## ディスコグラフィ
- 特記のない限り、hiro名義

### シングル
|      | 発売日         | タイトル                     | 規格       | 品番       | 収録アルバム              | レーベル           | 備考 |
| ---- | -------------- | ---------------------------- | ---------- | ---------- | ------------------------- | ------------------ | --- |
| 1st  | 1999年8月18日  | AS TIME GOES BY              | CD         | TFCC-87038 | BRILLIANT                 | トイズファクトリー | テレビ朝日系ドラマ『天国のKiss』主題歌 オリコン最高2位、登場回数13週                                             |
| 2nd  | 2000年2月16日  | Bright Daylight              | CD         | TFCC-87050 | BRILLIANT                 | トイズファクトリー | 資生堂「ティセラ ダンスダンスダンス」CM オリコン最高2位、登場回数10週                                            |
| 3rd  | 2000年10月25日 | Treasure                     | CD         | TFCC-87062 | BRILLIANT                 | トイズファクトリー | 日本テレビ系ドラマ『新宿暴走救急隊』ED オリコン最高2位、登場回数15週                                             |
| 4th  | 2001年8月1日   | Your innocence               | CD         | TFCC-87097 | Naked and True            | トイズファクトリー | 日本テレビ系ドラマ『ビューティ7』OP オリコン最高3位、登場回数9週                                                 |
| 5th  | 2001年11月21日 | Confession                   | CD         | AVCD-16012 | Naked and True            | SONIC GROOVE       | グリコ「10種の野菜とアロエのヨーグルト」CM オリコン最高3位、登場回数9週                                          |
| 6th  | 2002年4月17日  | love you                     | CD         | AVCD-16017 | Naked and True            | SONIC GROOVE       | グリコ「10種の野菜とアロエのヨーグルト」CM オリコン最高3位、登場回数5週                                          |
| 7th  | 2002年6月5日   | Eternal Place                | CCCD       | AVCD-16020 | Naked and True            | SONIC GROOVE       | 日本テレビ系ドラマ『天国への階段』ED オリコン最高2位、登場回数7週                                                |
| 8th  | 2002年7月17日  | Notice my mind               | CCCD       | AVCD-16025 | Naked and True            | SONIC GROOVE       | 日本テレビ系ドラマ『探偵家族』挿入歌 オリコン最高8位、登場回数4週                                                |
| 9th  | 2003年2月26日  | Baby don't cry               | CCCD       | AVCD-16026 | 寛 シングル・コレクション | SONIC GROOVE       | 日本テレビ系ドラマ『最後の弁護人』主題歌 (#1) フジテレビ『めざまし新聞』テーマ (#2) オリコン最高9位、登場回数6週 |
| 9th  | 2003年3月14日  | Baby don't cry               | LP         | RR12-88405 | 寛 シングル・コレクション | Rhythm REPUBLIC    | 日本テレビ系ドラマ『最後の弁護人』主題歌 (#1) フジテレビ『めざまし新聞』テーマ (#2) オリコン最高9位、登場回数6週 |
| 10th | 2003年7月24日  | 愛が泣いてる                 | CCCD       | AVCD-16038 | 寛 シングル・コレクション | SONIC GROOVE       | オリコン最高12位、登場回数6週                                                                                    |
| 10th | 2003年8月30日  | 愛が泣いてる                 | LP         | RR12-88424 | 寛 シングル・コレクション | Rhythm REPUBLIC    | オリコン最高12位、登場回数6週                                                                                    |
| 11th | 2004年9月23日  | 光の中で                     | CCCD       | AVCD-16051 | 寛 シングル・コレクション | SONIC GROOVE       | 東映系映画『デビルマン』主題歌 オリコン最高12位、登場回数7週                                                     |
| 12th | 2005年8月3日   | clover                       | CD+DVD     | AVCD-16071 | 寛 シングル・コレクション | SONIC GROOVE       | 日本テレビ系アニメ『ブラック・ジャック』ED オリコン最高18位、登場回数5週                                         |
| 12th | 2005年8月3日   | clover                       | CD         | AVCD-16072 | 寛 シングル・コレクション | SONIC GROOVE       | 日本テレビ系アニメ『ブラック・ジャック』ED オリコン最高18位、登場回数5週                                         |
| 13th | 2006年2月1日   | ヒーロー☆                    | CD         | AVCD-16088 | 寛 シングル・コレクション | SONIC GROOVE       | オリコン最高40位、登場回数3週                                                                                    |
| 14th | 2006年8月22日  | いつか二人で/I will take you | CD+DVD     | AVCD-16108 | UTAUTAI                   | SONIC GROOVE       | 松竹系映画『バックダンサーズ!』主題歌/挿入歌 オリコン最高18位、登場回数7週                                       |
| 14th | 2006年8月22日  | いつか二人で/I will take you | CD         | AVCD-16109 | UTAUTAI                   | SONIC GROOVE       | 松竹系映画『バックダンサーズ!』主題歌/挿入歌 オリコン最高18位、登場回数7週                                       |
|      | 2013年7月17日  | 童神 (島袋寛子名義)          | CD+DVD     | AVCD-16370 | 私のオキナワ              | SONIC GROOVE       | オリコン最高30位、登場回数2週                                                                                    |
| CD   | 2013年7月17日  | 童神 (島袋寛子名義)          | AVCD-16371 |            | 私のオキナワ              | SONIC GROOVE       | オリコン最高30位、登場回数2週                                                                                    |
| 配信 | 2021年8月5日   | Something Great              | 配信       | 配信       | 0                         | SONIC GROOVE       | - |
| 配信 | 2022年10月19日 | Water Mirror                 | 配信       | 配信       | UTAUTAI                   | SONIC GROOVE       | - |
| 配信 | 2023年3月8日   | Discography/Music & Me       | 配信       | 配信       | UTAUTAI                   | SONIC GROOVE       | 先行シングル |

### アルバム
|        | 発売日        | タイトル                    | 規格        | 品番           | レーベル           | 補足 |
| ------ | ------------- | --------------------------- | ----------- | -------------- | ------------------ | --- |
| 1st    | 2001年1月31日 | BRILLIANT                   | CD          | TFCC-88170     | トイズファクトリー | オリコン最高2位、登場回数7週 |
| 2nd    | 2002年8月7日  | Naked and True              | CCCD        | AVCD-16022     | SONIC GROOVE       | オリコン最高2位、登場回数7週 |
| ベスト | 2006年2月1日  | 寛 シングル・コレクション   | CD          | AVCD-16084     | SONIC GROOVE       | オリコン最高7位、登場回数6週 |
| ベスト | 2006年2月1日  | 寛 スペシャル・ボックス     | 2CD+DVD     | AVCD-16082~3/B | SONIC GROOVE       | 「寛 シングル・コレクション」 「寛 リミックス・コレクション」 「寛 クリップ・コレクション」の3枚組 オリコン最高26位、登場回数2週 |
| -      | 2013年8月14日 | 私のオキナワ (島袋寛子名義) | CD+DVD      | AVCD-16361     | SONIC GROOVE       | 沖縄がテーマの企画アルバム。 オリコン最高13位、登場回数4週                                                                       |
| -      | 2013年8月14日 | 私のオキナワ (島袋寛子名義) | CD          | AVCD-16362     | SONIC GROOVE       | 沖縄がテーマの企画アルバム。 オリコン最高13位、登場回数4週                                                                       |
| 3rd    | 2022年1月26日 | 0                           | 2CD+Blu-ray | AVCD-98080~1/B | SONIC GROOVE       | Disc2にはアルバム全曲のインストゥルメンタルを収録。 オリコン最高37位、登場回数2週                                                |
| 3rd    | 2022年1月26日 | 0                           | 2CD         | AVCD-98082~3   | SONIC GROOVE       | Disc2にはアルバム全曲のインストゥルメンタルを収録。 オリコン最高37位、登場回数2週                                                |
| BOX    | 2023年3月29日 | UTAUTAI                     | 9CD+Blu-ray | AVCD-98130~8/B | SONIC GROOVE       | 初回生産限定。 全楽曲のオリジナルバージョンを収録したボックスセット。                                                            |

### 映像
|        | タイトル                  | 発売日        | レーベル           | 品番       | 規格 | 補足                                   |
| ------ | ------------------------- | ------------- | ------------------ | ---------- | ---- | -------------------------------------- |
| 1st    | BRILLIANT ON FILMS        | 2001年4月18日 | トイズファクトリー | TFVQ-68058 | VHS  | PV集/廃盤 オリコン最高5位、登場回数4週 |
| 1st    | BRILLIANT ON FILMS        | 2001年4月18日 | トイズファクトリー | TFBQ-18009 | DVD  | PV集/廃盤 オリコン最高5位、登場回数4週 |
| 2nd    | Naked and True Clips      | 2003年3月19日 | SONIC GROOVE       | AVBD-16032 | DVD  | PV集 オリコン最高15位、登場回数3週     |
| ベスト | 寛 クリップ・コレクション | 2006年2月1日  | SONIC GROOVE       | AVBD-16089 | DVD  | PV集                                   |

### 参加作品
| 発売日         | タイトル                                                     | 収録作品                                                | 規格 | 品番       | レーベル           | 備考 |
| -------------- | ------------------------------------------------------------ | ------------------------------------------------------- | ---- | ---------- | ------------------ | ---- |
| 1998年10月28日 | 見つめていたい                                               | ALL MY TRUE LOVE (SPEED)                                | CD   | TFCC-87018 | トイズファクトリー | 廃盤 |
| 2008年3月19日  | サクラ                                                       | FLOWER FESTIVAL                                         | CD   | AVCD-16050 | SONIC GROOVE       | -    |
| 2009年12月9日  | うれしい! たのしい! 大好き! go for it! JET!!! (島袋寛子名義) | みんなでドリする? DO YOU DREAMS COME TRUE SPECIAL LIVE! | DVD  | UPBH-20042 | NAYUTAWAVE RECORDS | -    |

### その他
| タイトル       | 発表日 | 詳細 |
| -------------- | ------ | --- |
| Rain Song      | 2023年 | 2000年6月7日に発売を予定し、ジャケット撮影も済んでいたものの発売が見送られた幻のシングル「You Make Me Cry」(翌年アルバム「BRILLIANT」に収録)のカップリング曲。2023年3月発売のベストアルバム「UTAUTAI」に初収録された。なお、もう1曲のカップリング曲「What's up!」は後にベストアルバム「寛 シングル・コレクション」に収録。(規格品番TFCC-87062は「Treasure」へ移行。)                        |
| 君だけだから   | 2003年 | NHK開局50周年記念番組「あなたとともに50年 今日はテレビの誕生日」テーマソング。韓国の歌手、チョ・ソンモとのデュエットソング。作詞:チョ・ソンモ、作曲:YOSHIKI。2003年にリリース予定だった3作目のアルバムにソロバージョンが収録予定だったが、2012年現在、3作目のアルバムはリリースされていない。クラシック・バージョン(ボーカル無し)はYOSHIKIのアルバム「ETERNAL MELODY II」に収録されている。 |
| ないものねだり | 未発売 | ライブでのみ披露されている。川江美奈子が楽曲提供。 |
| 道             | 未発売 | ライブでのみ披露されている。 |
| ありがとう     | 未発売 | ライブでのみ披露されている。 |

### Coco d'Or

#### アルバム
|     | 発売日        | タイトル          | 規格      | 品番                  | レーベル        | 補足                                                    |
| --- | ------------- | ----------------- | --------- | --------------------- | --------------- | ------------------------------------------------------- |
| 1st | 2004年8月4日  | Coco d'Or         | CCCD      | AVCD-16049            | SONIC GROOVE    | オリコン最高13位、登場回数10週                          |
| 1st | 2004年9月30日 | Coco d'Or         | LP        | RR12-88459            | Rhythm REPUBLIC | アルバムより5曲を収録                                   |
| 1st | 2005年1月1日  | Coco d'Or Parfait | CD+DVD    | AVCD-16055            | SONIC GROOVE    | 未発表曲3曲を加えた完全盤 オリコン最高50位、登場回数3週 |
| 2nd | 2006年7月26日 | Coco d'Or 2       | CD+DVD    | AVCD-16102            | SONIC GROOVE    | オリコン最高20位、登場回数6週                           |
| 2nd | 2006年7月26日 | Coco d'Or 2       | CD        | AVCD-16103            | SONIC GROOVE    | オリコン最高20位、登場回数6週                           |
| 2nd | 2006年9月2日  | Coco d'Or 2       | LP        | RR12-88486            | Rhythm REPUBLIC | アルバムより6曲を収録                                   |
| 3rd | 2011年3月9日  | Coco d'Or 3       | CD+DVD CD | AVCD-16227 AVCD-16228 | SONIC GROOVE    | オリコン最高47位、登場回数2週                           |

#### デジタル・シングル
|     | タイトル           | 発売日         | 収録曲・補足                                                                          |
| --- | ------------------ | -------------- | ------------------------------------------------------------------------------------- |
| 1st | The Christmas Song | 2010年11月10日 | アレンジはデイビッド・マシューズ（David Matthews）。後にアルバム『Coco d'Or 3』に収録 |

#### デジタル・アルバム
|     | タイトル             | 発売日         | 収録曲・補足                                                                       |
| --- | -------------------- | -------------- | ---------------------------------------------------------------------------------- |
| 1st | The Winter Selection | 2010年11月10日 | 「Coco d'Or」「〜2」からセレクトされた8曲に「The Christmas Song」を加えた全9曲入り |

## 受賞歴
| 受賞年 | 賞                                                                            | 受賞作品       |
| ------ | ----------------------------------------------------------------------------- | -------------- |
| 2000年 | 第42回日本レコード大賞 優秀作品賞                                             | Treasure       |
| 2001年 | 第43回日本レコード大賞 金賞                                                   | Your innocence |
| 2002年 | 第44回日本レコード大賞 金賞                                                   | Eternal Place  |
| 2004年 | 第46回日本レコード大賞 企画賞                                                 | Coco d' Or     |
| 2005年 | 第19回日本ゴールドディスク大賞 ジャズ・アルバム・オブ・ザ・イヤー（邦楽部門） | Coco d' Or     |
| 2013年 | 第55回日本レコード大賞 企画賞                                                 | 私のオキナワ   |

## 単独ライブ・イベント
- Hiroko Shimabukuro Happy Christmas 2008 （2008年12月24日、渋谷O-EAST、2公演）
- HIROKO SHIMABUKURO★歌うたい2011（2011年4月9日、赤坂BLITZ・4月30日、SHIBUYA-AX）
  - 2年ぶりとなったバースデーライブ。Candle JUNEがステージ上のキャンドルを監修した。入場収入、グッズの売上の一部、さらに会場に設置された募金箱への募金を合わせた計1,000,000円は赤十字社を通して東北地方太平洋沖地震への義援金として寄付された[10][11]。昼・夜の2公演。同年4月30日にはSHIBUYA-AXで追加公演を実施。昼・夜公演ともにMCの途中でSPEEDメンバーの上原が登場するというサプライズがあった。
- HIROKO SHIMABUKURO★X'mas Live 2011 （2011年12月25日、品川ステラボール、2公演）
- HIROKO SHIMABUKURO★X'mas Live 2012 （2012年12月22日、品川ステラボール、2012年12月24日、IMPホール）
- HIROKO SHIMABUKURO★歌うたい 2013 （2013年4月7日、2公演、赤坂BLITZ）
- HIROKO SHIMABUKURO★LOVE and ... live2013 （2013年7月14日、2公演、品川ステラボール、2013年7月20日、2公演、なんばHatch）
- 島袋寛子ミニライブ&サイン会 （2013年8月11日、イオンレイクタウンkaze 1F光の広場（埼玉県越谷市東町4-21-1））
  - 公演終了後、2013年8月14日発売のアルバム私のオキナワを会場で予約した人に、島袋寛子自らサインをしたアナザージャケットを、一人ひとり手渡しをした。
- HIROKO SHIMABUKURO★X'mas Live 2013 (2013年12月22日、2公演、品川ステラボール)
- KIDUNA LIVE 2014 (2014年3月12日、Bunkamura オーチャードホール)
- HIROKO SHIMABUKURO『UTAUTAI☆2014...Blue』(昼公演)『UTAUTAI☆2014...Red』(夜公演)Thank you! Thank you! Thank you!!! (2014年10月5日、2公演、AiiA Theater Tokyo)
  - 夜公演では、Special guestに、ISSA (DA PUMP) を迎え「Stay with me」を、今井絵理子 (SPEED) を迎え「島人ぬ宝」を歌い、会場を盛り上げた。
- HIROKO SHIMABUKURO LIVE 2015 Kiss & Hug ♥ Coco d’Or （2015年12月23日、2公演、松下IMPホール・12月28日、2公演、NEW PIER HALL）
- UTAUTAI 2017 ☆ MofM（2017年12月18日、2公演、NEW PIER HALL）
- UTAUTAI in NAGOYA Blue Note（2018年3月25日、2公演、名古屋ブルーノート）
- 島袋寛子ライブ『“Gift!”』（2018年12月16日、2公演、松下IMPホール・12月22日、2公演、品川ステラボール）
- HIROKO SHIMABUKURO Live 2023「0」（2023年7月23 - 大阪・GORILLA HALL OSAKA、7月30日 - 東京・NEW PIER HALL、8月5日 - 愛知・名古屋ReNY limited）[12]
- HIROKO SHIMABUKURO Live 2023「0」※<追加公演>11月19日 - 東京・[[KANDA SQUARE]|神田スクエア・ホール]]、11月23日 - 大阪・GORILLA HALL OSAKA[13]
- UTAUTAI 2024「島袋寛子ライブツアー」（3月12日・大阪Billboard Live OSAKA、3月25日・神奈川Billboard Live YOKOHAMA、4月7日・東京 丸の内COTTON CLUB）[14]

## 出演

### テレビ番組

#### バラエティ番組
- 関口宏の東京フレンドパークII（TBS）2006年9月4日放送分、ソニンと共に出演、グランドスラムを達成。
- UTAGE!（TBS）2014年4月21日 - 、特番企画などでもレギュラー出演している。

#### ドラマ
- 月曜ドラマ・イン「天国のKiss」（1999年、テレビ朝日） - 篠原梢 役（※第1話特別出演）
- こちら葛飾区亀有公園前派出所（2009年、TBS） - 真奈美 役（※第6話ゲスト出演）
- 病室で念仏を唱えないでください　第2話「ここは奇跡のおきる場所ー」（2020年1月24日、TBS） - 岡崎真理子 役（※第2話ゲスト出演）
- 放課後カルテ 第4話・第5話（2024年11月2日・9日、日本テレビ） - 水本茜 役[15]
- 対岸の家事〜これが、私の生きる道!〜（2025年4月1日 - 6月3日、TBS） - 中谷樹里 役[16]

#### アニメ
- ブラック・ジャック（2005年、日本テレビ） - hiro 役（※Karte46『文化祭の用心棒』 特別出演）

#### その他
- "みんなでドリする?" DO YOU DREAMS COME TRUE? SPECIAL LIVE!（2009年6月1日放送、NHK衛星第2テレビジョン）
  - 2009年3月10日に出演した同名のDREAMS COME TRUEのカバーライブの模様（全編）とインタビューを交えたものが放送された。
  - 2009年8月22日にはNHK総合テレビジョンで、同年12月27日にはNHK衛星第2テレビジョンで、それぞれ再放送された。
- 極上空間（2021年2月20日、BS朝日）「島袋寛子が三浦海岸をドライブ☆海岸を馬で駆け抜ける名物の魚介に舌鼓」

### ラジオ番組
- hiro素顔でMelody Fair（2000年4月 - 2003年3月、ニッポン放送）
- Jazz in Tokyo（2005年4月 - 2006年3月、TOKYO FM） - Coco d'Orとしての出演
- 島袋寛子のLife is beautiful（2011年10月4日 - 2012年3月27日、文化放送）
- 島袋寛子の『いいね！OKINAWA！』（2012年4月7日 -、FM沖縄）
- ミューズノート（2012年4月8日 -2013年3月31日、NHK-FM）
- とことんわたしのマスターピース(2014年4月1日-4月26日、NHK-FM）
- ハイ！SPEEDでいこう2021(2021年1月4日、ニッポン放送)

### ライブ
- "みんなでドリする?" DO YOU DREAMS COME TRUE? SPECIAL LIVE!（2009年3月10日：国立代々木競技場第一体育館）
  - DREAMS COME TRUE20周年を記念して、自身を含む女性アーティスト9組が参加したDREAMS COME TRUEのカバーライブにトップバッターとして出演した。同年6月1日にはこのライブの模様（全編）とインタビューを交えたものが放送され、同年12月9日にはこのライブの模様とリハーサルの様子が収録されたDVDが発売された。

### 映画
- アンドロメディア（1998年、松竹） - 人見舞・AI 役（島袋寛子メインのSPEED主演映画）
- Star Light（2001年、パル企画） - hiro 役（特別出演）
- バックダンサーズ!（2006年9月公開、ギャガ・コミュニケーションズ） - 佐伯よしか 役（平山あや、ソニン、紗栄子と共に主演）
  - 主題歌と劇中挿入歌も担当
- LOVE SESSION（2014年10月公開、吉本興業,フジテレビ）
- KABUKI DROP（2016年）[17]

#### 舞台
- モーツァルト! - コンスタンツェ（モーツァルトの妻） 役
  - 再々演（2007年11月19日 - 12月25日、帝国劇場）
  - 再々々演（2010年11月6日 - 12月24日、帝国劇場／2011年1月8日 - 1月25日、梅田芸術劇場／2011年1月29日 - 1月30日、金沢歌劇座）
- SONG WRITERS -マリー・ローレンス役
  - 東京公演（2013年10月5日 - 10月30日、日比谷シアタークリエ）
  - 名古屋公演（2013年11月12日、愛知県芸術劇場 大ホール）
  - 大阪公演（2013年11月16日 - 11月17日、森ノ宮ピロティホール）
- 劇団EXILE 松組 旗揚げ公演「刀舞鬼 -KABUKI-」（2016年2月 - 3月）

### テレビCM
- 資生堂「ティセラ ダンスダンスダンス」（2000年）
- グリコ乳業「10種の野菜とアロエのヨーグルト」（2001年 - 2002年）

### PV
- THE BOOM - 島唄 (THE BOOM)（2013年）

## 写真集/本
- 「hiroko days-seventeen years 1984.4.7〜2002.4.7」写真集（2002/4/7・主婦と生活社） - ISBN 4-391-12628-1
- 「Life is beautiful」ラジオ本（2012/10）
- 「ホント」ブログ本（2013）